# Cayley (månekrater)
Cayley er et nedslagskrater på Månen. Det befinder sig på Månens forside vest for Mare Tranquillitatis og er opkaldt efter den engelske matematiker og astronom Arthur Cayley (1821 – 1895).
Navnet blev officielt tildelt af den Internationale Astronomiske Union (IAU) i 1935. 

## Omgivelser
Cayleykrateret ligger nordvest for det mindre De Morgan-krater og det større D'Arrestkrater. Vest og lidt mod nord i forhold til krateret ligger Whewellkrateret, som det nogenlunde deler størrelse med. Mod nord findes den lineære rille Rima Ariadaeus, som følger en kurs mod øst-sydøst. 

## Karakteristika
Krateret er cirkulært og skålformet med en lille kraterbund i midten. Med lille menes relativt til den samlede diameter, eftersom bunden udfylder omkring en fjerdedel af det samlede tværsnit. De skrånende indre vægge har forholdsvis lys farvetone, altså højere albedo end det omgivende terræn. Krateret er imidlertid ikke nær så klart som det lidt større Dionysiuskrater mod øst-sydøst, og det har ikke noget strålesystem.
Typebetegnelsen for den glatte slette øst for krateret er en Cayley-formation. Den er nogenlunde magen til månehavene, men har en lidt højere albedo og er overlappet i den østlige udkant af Mare Tranquillitatis. Månespecialister regner med, at denne slette kan stamme fra aflejring af "udkastninger" fra dannelsen af de store nedslagsbassiner som Mare Imbrium eller Mare Orientale. Det førstnævnte er den mest sandsynlige kandidat.

## Måneatlas
- Billeder af Cayleykrateret i LPI-måneatlasset